# Józef Dziewoński
Józef Dziewoński (ur. 17 marca 1827 w Świątnikach Górnych, zm. 4 października 1901 we Lwowie) – artysta malarz, grafik, inżynier, uczestnik powstania styczniowego, radny Rady Miasta Jarosławia.

## Życiorys
W latach 1845–1846 studiował filozofię na Uniwersytecie Franciszkańskim we Lwowie, a następnie studiował w Instytucie Technicznym w Krakowie. Pracując w latach 1848–1851 jako bibliotekarz Gwalberta Pawlikowskiego w Medyce uczył się we Lwowie malarstwa pod kierunkiem F. Łobeskiego i M. Strzegockiego. Później (1853–1855) studiował na Akademii Sztuk Pięknych w Wiedniu.
W czasie powstania styczniowego walczył jako podoficer, następnie jako porucznik, w oddziałach  Marcina Lelewela Borelowskiego, Bronisława Rudzkiego i Mareckiego. Brał udział w bitwach pod Zwierzyńcem i Batorżem.
Po upadku powstania w latach 1864–1869 był zesłany na Kaukaz, gdzie m.in. pracował w rządowym biurze technicznym w Tyflisie (Tbilisi). Po powrocie do kraju, od 1870 r. pracował jako nauczyciel, uczył rysunku w szkole realnej (późniejszym gimnazjum) w Jarosławiu. W 1886 r. założył tam szkołę rzemieślniczą lakiernictwa i malarstwa pokojowego.
Józef Dziewoński malował portrety, krajobrazy i sceny rodzajowe, a także wykonywał rysunki i litografie. Jego prace znajdują się m.in. w zbiorach Biblioteki Ossolińskich we Wrocławiu, Muzeum Narodowego w Krakowie, Archiwum Narodowego w Krakowie.
Żonaty z Albertyną z Bayerów. Ich synem był urodzony w 1876 Karol Józef Dziewoński – chemik, profesor Uniwersytetu Jagiellońskiego.
Józef Dziewoński zmarł w 1901 roku we Lwowie, został pochowany na Cmentarzu Łyczakowskim w 40. kwaterze powstańczej.